# Ophryotrocha mediterranea
Ophryotrocha mediterranea är en ringmaskart som beskrevs av Martin, Abello och Cartes 1991. I den svenska databasen Dyntaxa används istället namnet Eteonopsis mediterranea. Enligt Catalogue of Life ingår Ophryotrocha mediterranea i släktet Ophryotrocha och familjen Dorvilleidae, men enligt Dyntaxa är tillhörigheten istället släktet Eteonopsis och familjen Dorvilleidae. Arten har ej påträffats i Sverige. Inga underarter finns listade i Catalogue of Life.